# Santiago Eneme
Santiago Eneme Bocari (Malabo, 29 de septiembre de 2000) es un futbolista ecuatoguineano que juega como centrocampista en el Sparta Praga de la Liga de Fútbol de la República Checa. Es internacional con la selección de Guinea Ecuatorial. Es hermano del también futbolista Melchor Eneme.

## Trayectoria
Es un jugador formado en el Cano Sport de su país natal hasta 2019, cuando firma por el Football Club de Nantes. 
Desde 2019 a 2023, forma parte del Football Club de Nantes "II" de la Championnat National 3, la quinta división de fútbol francés.
El 3 de agosto de 2023, firma por el MFK Vyškov de la Druhá liga, la segunda división checa.
El 14 de julio de 2024, firmó un contrato con el club Slovan Liberec de la Liga de Fútbol de la República Checa hasta 2027.
El 27 de mayo de 2025, firmó un contrato plurianual con el Sparta Praga.

## Selección nacional
Es internacional por la selección de fútbol de Guinea Ecuatorial, con la que hizo su debut el 15 de enero de 2018 en un encuentro frente a la selección de fútbol de Libia. Más tarde, disputaría la Copa Africana de Naciones 2021 y la de Copa Africana de Naciones 2023.

## Clubes
| Club              | País              | Año       |
| ----------------- | ----------------- | --------- |
| Cano Sport        | Guinea Ecuatorial | 2018-2019 |
| F. C. Nantes "II" | Francia           | 2019-2023 |
| MFK Vyškov        | República Checa   | 2023-2024 |
| Slovan Liberec    | República Checa   | 2024-2025 |
| Sparta Praga      | República Checa   | 2025-     |